# Magnentius
Flavius Magnus Magnentius (rond 303, Samarobriva (het huidige Amiens) - 11 augustus 353) was een Romeins keizer van 18 januari 350 tot 11 augustus 353. Hij had geen enkel recht op de troon, en werd door de keizers in 350, Constans en Constantius II niet erkend. Daarom wordt hij een usurpator genoemd.

## Jeugd
Magnentius werd geboren in Samarobriva. Zijn vader was Brits en zijn moeder Frankisch. Volgens de bronnen was hij in het leger als laetus opgeklommen. Hij was getrouwd met Justina, die na Magnentius' dood zou hertrouwen met keizer Valentinianus I. Magnentius maakte carrière in het leger.

## Keizer in Gallië
Tijdens een banket op 18 januari 350 in Gallia werd hij door de aanwezigen tot keizer benoemd. Men koos die tijd omdat men had gehoord van militaire tegenslagen voor Constantius II in het oosten. Toen Constans hoorde van de opstand vluchtte hij naar de Pyreneeën, waar hij alsnog werd gedood in februari 350. Magnentius had al snel de controle over de meeste van Constans' gebieden.
Laat in de winter ontving Constantius II het bericht dat zijn broer was overleden. Hij was onzeker over wat hij moest doen, aangezien hij net doende was met een veldtocht tegen de Perzen. Constantius' zuster Constantina haalde vervolgens Vetranio over zich tot keizer in de Balkan uit te roepen en te onderhandelen met Constantius. Constantius zag dit niet zitten, en Vetranio verbond zich met Magnentius, om zo te proberen Constantius te overtuigen hen te erkennen. Constantius trok echter ten strijde en dwong Vetranio al snel tot aftreden. In juni 350 was er nog de opstand van Nepotianus in Rome, die snel door Magnentius werd neergeslagen.

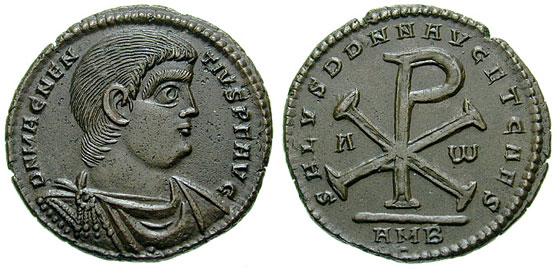
Hoewel Magnentius heidenen meer rechten gaf laat de achterkant van deze munt duidelijk zien dat hij zelf christen was.

De volgende winter benoemde Magnentius ene Magnus Decentius, mogelijk zijn broer, tot Caesar om de Rijn en Gallia te beschermen. 

## Verlies van veldslagen tegen Constantius
Constantius benoemde zijn neef Flavius Claudius Constantius Gallus in het oosten tot Caesar, zodat hij zelf kon afrekenen met Magnentius. In september kwam het tot een grote slag bij Mursa, waarbij Magnentius veel soldaten verloor. Hij trok zich terug naar Noord-Italië en later naar Gallia. Tot 3 juli 353 bleef Constantius vervolgens in Milaan, om vervolgens ook naar Gallia te gaan. Magnentius' troepen werden in de Franse Alpen verslagen bij Mons Seleuci. 

## Zelfmoord
Magnentius vluchtte naar Lyon. Zijn troepen zagen geen heil meer in de strijd en wilden Magnentius overdragen aan Constantius. Op 11 augustus pleegde hij echter zelfmoord.